# Dactyloplusia
Dactyloplusia es un género monotípico de lepidópteros perteneciente a la familia Noctuidae. Su  única especie:  Dactyloplusia impulsa Walker, 1865 Se encuentra en Sri Lanka, India, el sur de China, Sulawesi, Nueva Guinea y Australia.